# La Côte (Weinbaugebiet)

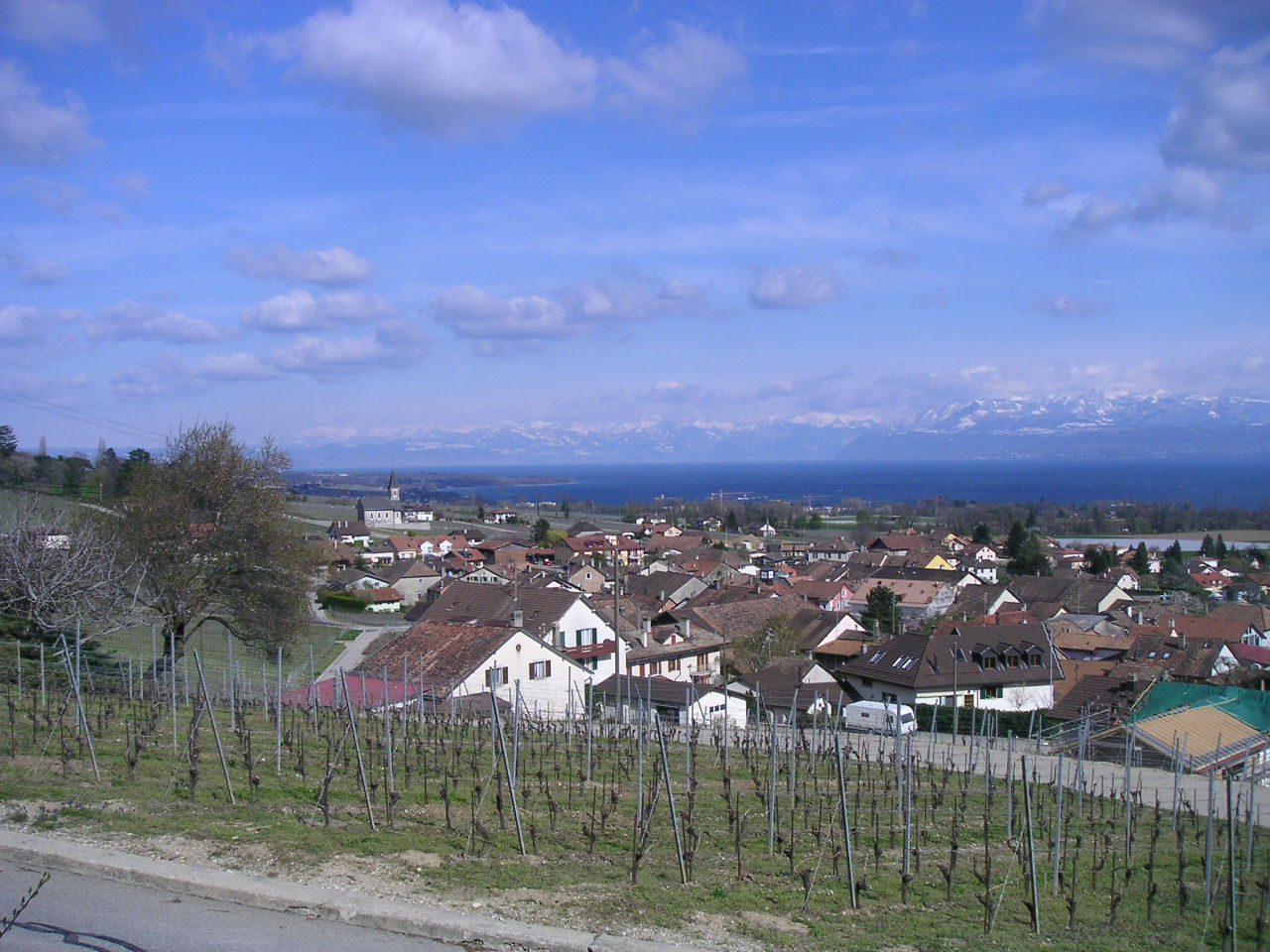
La Côte bei Gilly

La Côte ist eine Weinbau-Region des Kantons Waadt in der Schweiz. Das Weinbaugebiet dehnt sich auf 1900 Hektaren aus. Es liegt im Genfersee-Bogen und erstreckt sich über 45 km von der Kantons-Grenze von Genf bis in die unmittelbare Umgebung von Lausanne.
Hier werden 50 % des Weissweins des Waadtlandes produziert, vor allem Chasselas (Gutedel) sowie die Spezialitäten, wie Chardonnay, Pinot gris und Gewürztraminer.
Die Region liefert auch 50 % des waadtländischen Rotweins.
La Côte umfasst alle Weinbau treibenden Gemeinden des Kantons Waadt, die sich im Westen der Stadt Lausanne befinden:
- Morges
- Cossonay (mit Ausnahme von La Sarraz, Pompaples, Orny und Eclépens)
- Aubonne
- Rolle
- Nyon

Im Herzen dieser Region umfasst die «Bonne Côte» alle Gemeinden zwischen den Flüsschen Aubonne und Serine.
Die Hochschule für Technik Changins bildet die Önologen und Gartenbauer der Westschweiz aus.

## Liste der Appellationen der Côte

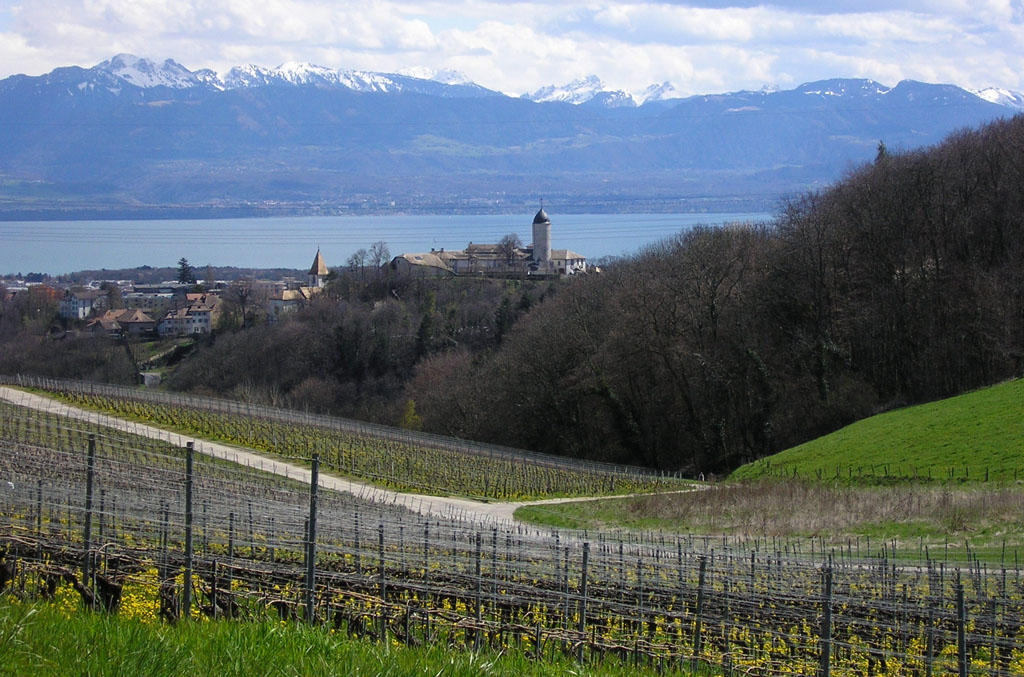
Aubonne
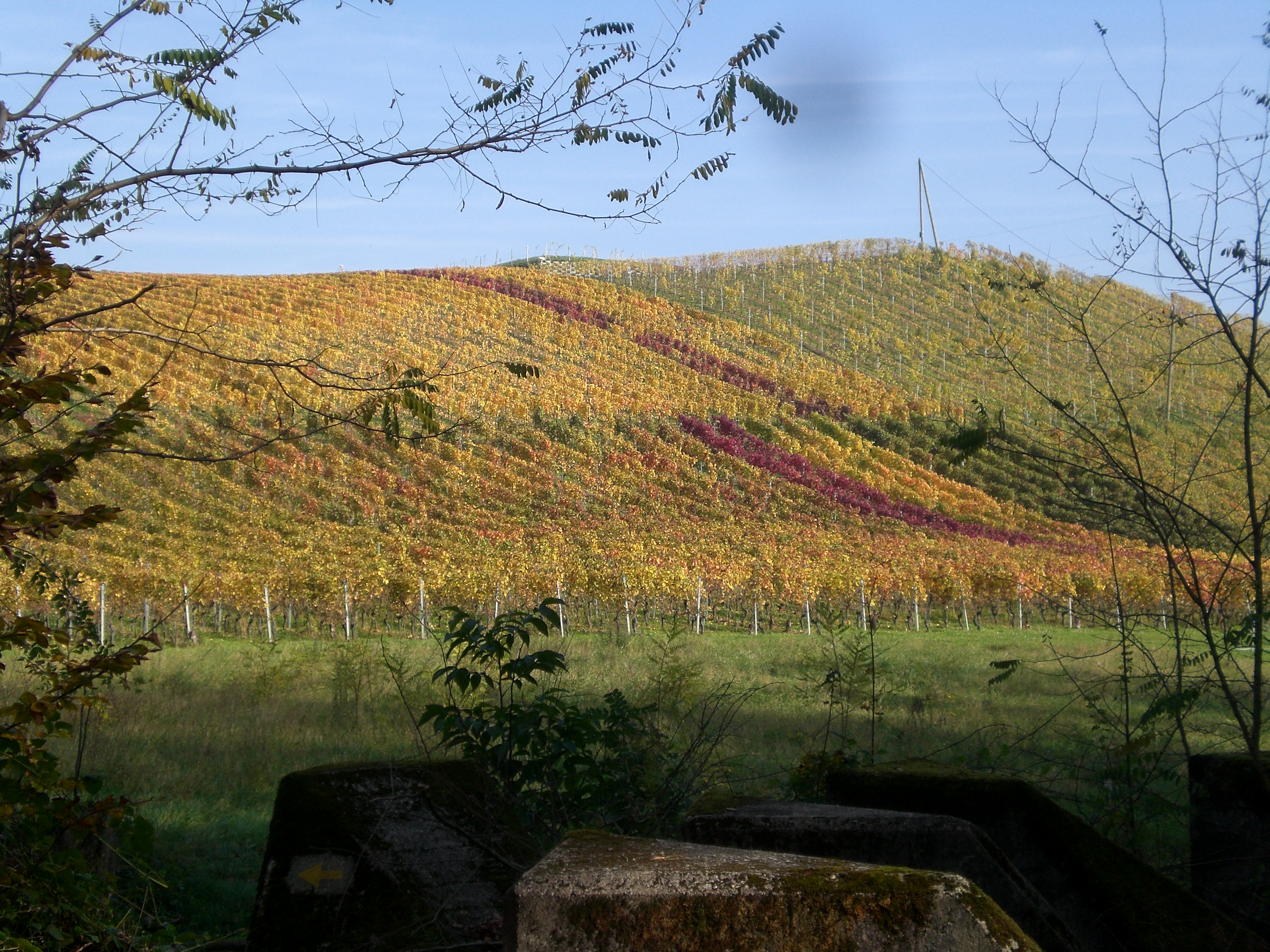
Begnins
- Bursinel
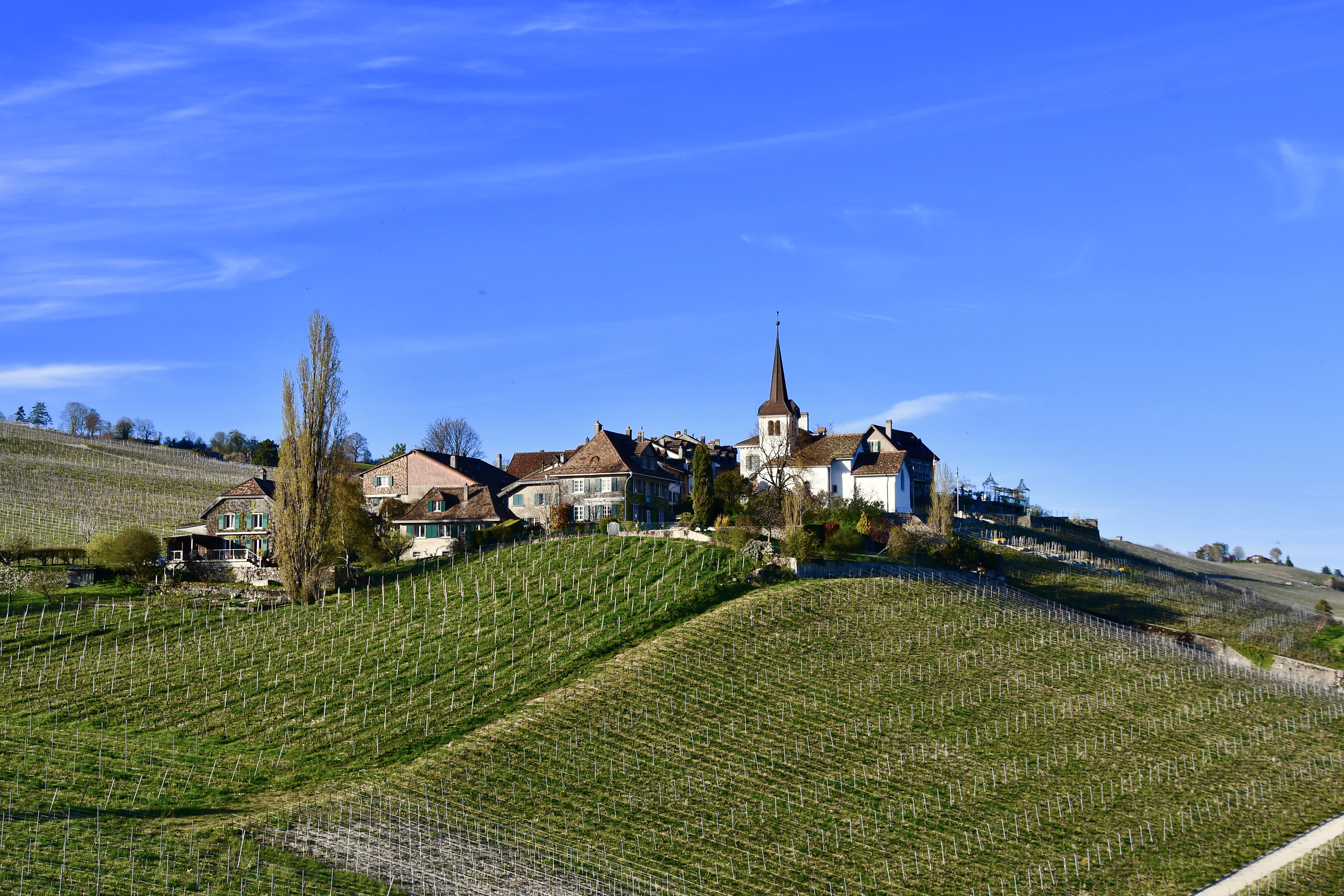
Féchy
- Lonay
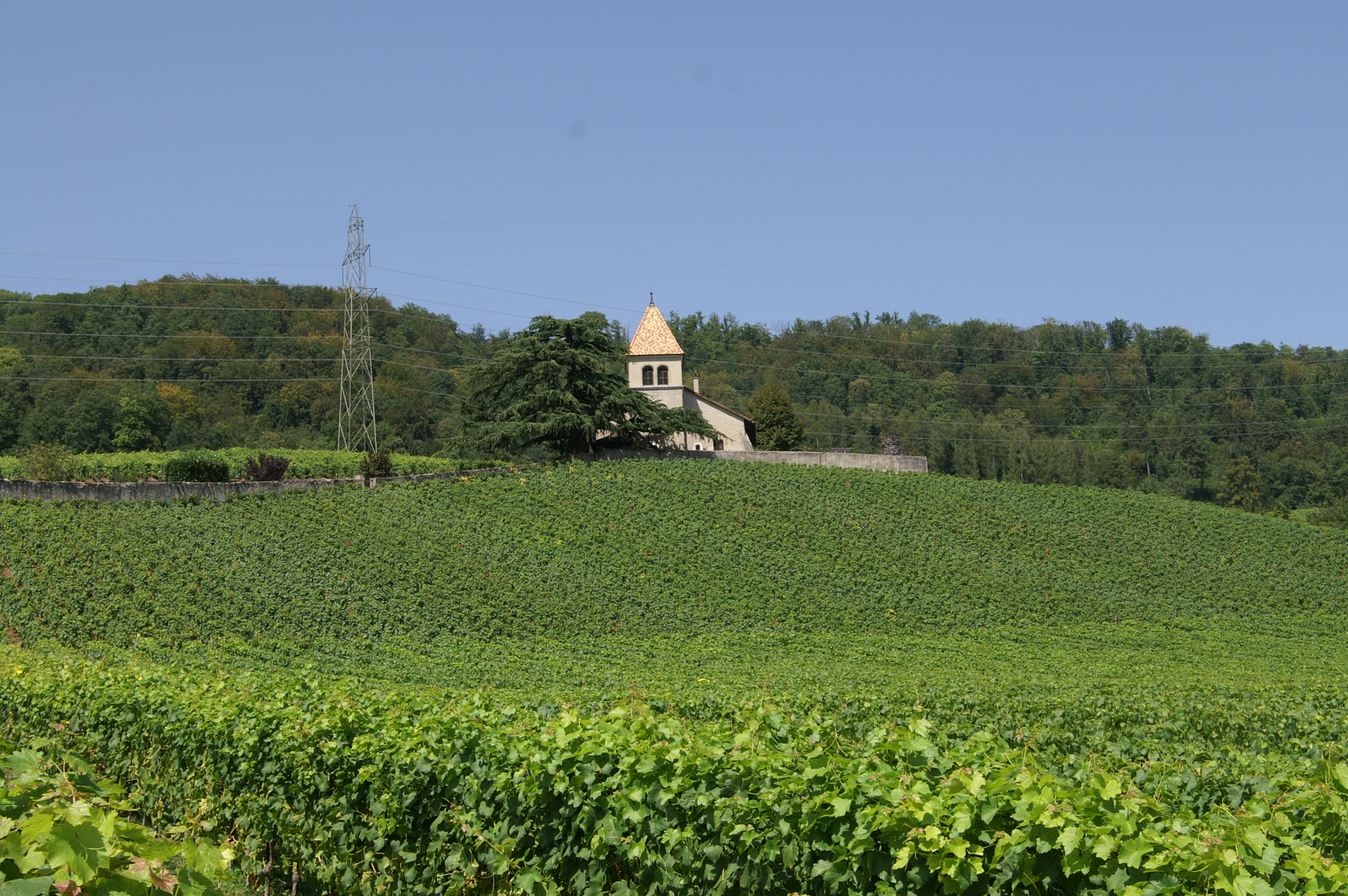
Luins
- Mont-sur-Rolle
- Morges
- Nyon
- Perroy
- Tartegnin
- Côteau de Vincy
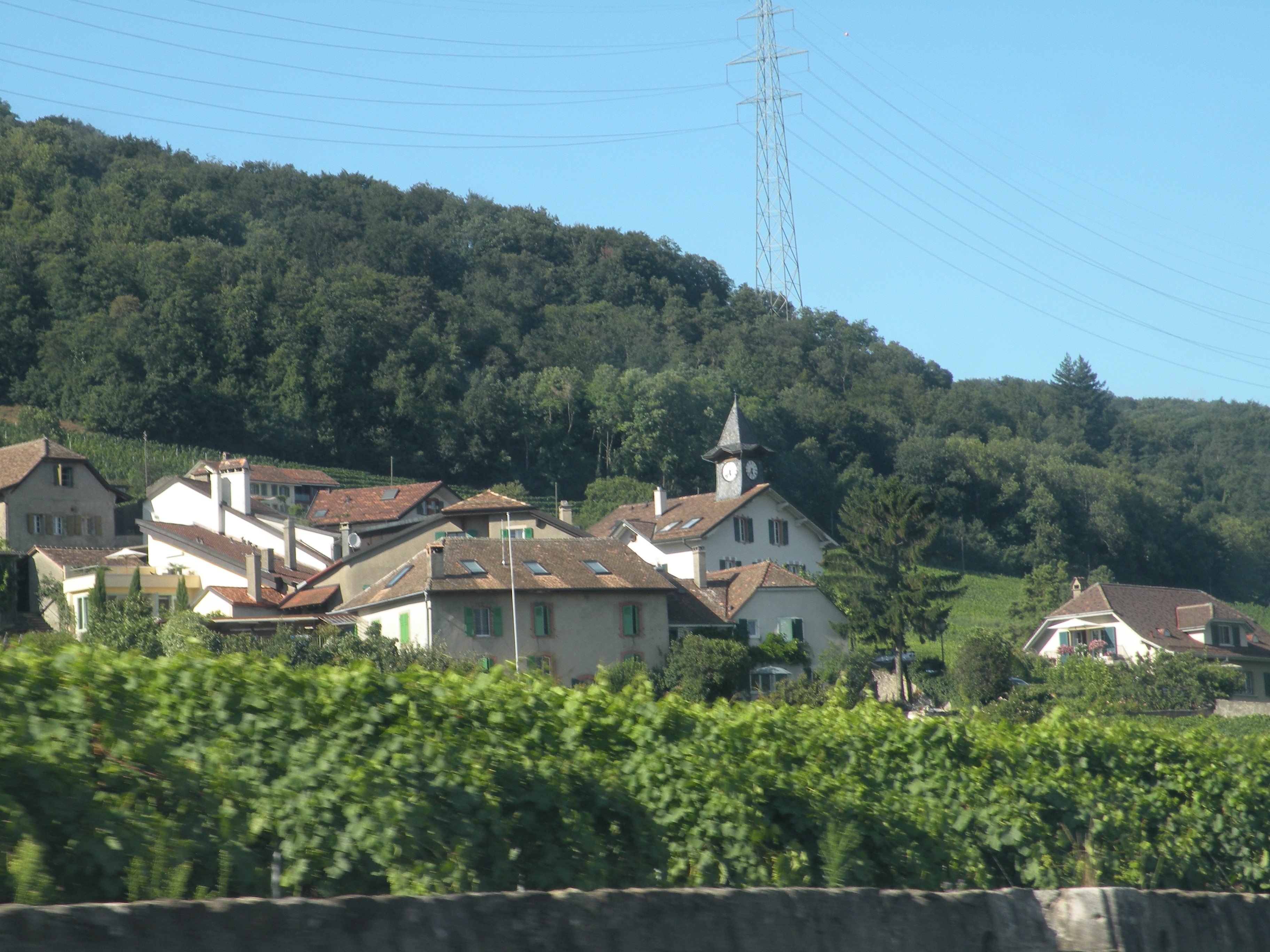
Vinzel

- Aubonne
- Begnins
- Féchy
- Luins
- Vinzel